# Пенасте ћелије
Пенасте ћелије, које се називају и макрофаги пуни липида, су врста ћелија које у себи садрже холестерол. Име су добили по томе што липопротеини дају ћелији пенасти изглед. Пенасте ћелије могу да формирају артеријски плак који може довести до атеросклерозе и изазвати срчани и мождани удар.
Пенасте ћелије су ћелије пуне масти са фенотипом попут М2 макрофага. Оне у себи садрже липопротеине ниске густине (ЛДЛ) и могу се истински открити само испитивањем масног плака под микроскопом након што се он уклони из тела.  Неке пенасте ћелије су изведене из ћелија глатких мишића и представљају ограничен фенотип сличан макрофагу.
Упркос повезаности са кардиоваскуларним обољењима, оне можда нису инхерентно опасне.

## Патофизиологија
Формирање пенастих ћелија је изазвано бројним факторима укључујући:
- неконтролисано узимање модификованих липопротеина ниске густине (ЛДЛ),

- повећање естерификације холестерола и

- оштећење механизама повезаних са ослобађањем холестерола.[11]

Пенасте ћелије се формирају када се циркулишуће ћелије изведене из моноцита регрутују на место атеросклеротичне лезије или масне наслаге у зидовима крвних судова. Регрутацију олакшавају:
- молекули П-селектина
- молекули Е-селектин,
- молекул интерцелуларне адхезије 1 (MИЦА-1)
- молекул адхезије васкуларних ћелија 1 (МАВЋ-1).[12]

Моноцити су тада у стању да продру кроз артеријски зид као резултат нарушеног интегритета ендотела који повећава пермеабилност. Када једном настану у субендотелном простору, инфламацијски процеси индукују диференцијацију моноцита у зреле макрофаге.  Макрофаги су тада у стању да интернализују модификоване липопротеине као што су βВЛДЛ (бета липопротеин веома ниске густине), АцЛДЛ (ацетиловани липопротеин ниске густине) и оксидовани липопротеин ниске густине (окЛДЛ) кроз њихово везивање за рецепторе за чишћење (СРс) као што су ЦД-А36 и СР на површини макрофага. Ови рецептори за чишћење делују као „рецептори за препознавање узорака“ (ПРР) на макрофагима и одговорни су за препознавање и везивање за окЛДЛ, што заузврат промовише формирање пенастих ћелија кроз интернализацију ових липопротеина.
Ендоцитоза, фагоцитоза и пиноцитоза су такође одговорни за интернализацију липопротеина. Када се интернализују, очишћени липопротеини се транспортују до ендозома или лизозома ради разградње, при чему се естри холестерола (ЦЕ) хидролизују у неестерификовани слободни холестерол (ФЦ) помоћу лизозомалне киселе липазе (ЛПЛ). Слободни холестерол се транспортује у ендоплазматски ретикулум где се поново естерификује помоћу АЦАТ1 (ацил-ЦоА: холестерол ацилтрансфераза 1) и затим се складишти као капљице цитоплазматске течности. Ове капљице су одговорне за пенасти изглед макрофага, а самим тим и за назив пенастих ћелија.
Пенасте ћелије даље могу или да се разграђују путем деестерификације и лучења холестерола, или могу даље да подстичу развој пенастих ћелија и формирање плака – процес који зависи од равнотеже слободног холестерола и естерификованог холестерола.

### Улога медијатора запаљења
Многе студије су потврдиле улогу различитих медијатора запаљења у почетним проатерогеним процесима, као што су:
- регулација адхезија молекула за ендотелне ћелије,
- везивање липопротеина мале густине за ендотелијум,
- активација макрофага и
- пролиферација васкуларних ћелија гладких мишића.

Масна мрља и запаљење
Масна мрља, која се развија на подручју ендотелне дисфункције, састоји се од акумулације пенастих ћелија. Након стварања пенастих ћелија, медијатори запаљења иницирају серију интрацелуларних догађаја који укључују индукцију инфламацијских цитокина. Тако се може одржати зачарани круг запаљења, модификације липопротеина и даљег запаљења у артерији.
Транзиторна лезија и инфламација
У транзиторној лезији појачана фагоцитоза оксидизованих липопротеина мале густине додатно активира моноцит и макрофаге и самим тим олакшава и погоршава инфламацијску реакцију. 
Фиброзни плак и запаљење
Инфламацијски процес, активност металопротеиназа које разграђују матрикс, агрегација тромбоцита и пролиферација ћелија глатких мишића имају главну улогу у развоју фиброзног плака.
Компликована лезија и инфламација 
Истраживањима је доказано да је запаљење тесно повезано с развојем руптуре атеросклеротичног плака.

## Композиција
Липопротеин ниске густине (ЛДЛ) и холестерол (ЛДЛ-Ц — такође познат као „лош“ холестерол) и посебно модификовани облици ЛДЛ холестерола, као што су оксидовани, гликовани или ацетиловани ЛДЛ, садржи пенаста ћелија – маркер атеросклерозе.  Сам унос ЛДЛ-Ц не изазива формирање пенастих ћелија; међутим, коинтернализација ЛДЛ-Ц са модификованим ЛДЛ-ом у макрофагима може довести до развоја пенастих ћелија. Модификовани ЛДЛ утиче на интрацелуларну трговину и метаболизам природног ЛДЛ, тако да не морају сви ЛДЛ бити модификовани за формирање пенастих ћелија када су нивои ЛДЛ високи.
Одржавање пенастих ћелија и накнадно напредовање накупљања плака узроковано је лучењем хемокина и цитокина из макрофага и пенастих ћелија. Пенасте ћелије луче проинфламаторне цитокине као што су интерлеукини: ИЛ-1, ИЛ-6; фактор туморске некрозе (ТНФ); хемокини: хемокинске лиганде 2, ЦЦЛ5, ЦКСЦ-хемокин лиганд 1 (ЦКСЦЛ1); као и фактори ретенције макрофага.  Макрофаги у области атеросклеротичне регије имају смањену способност мигрирања, што даље подстиче формирање плака јер су у стању да луче цитокине, хемокине, реактивне врсте кисеоника (РОС) и факторе раста који стимулишу модификовано унос липопротеина у васкуларне глатке мишићне ћелије (ВСМЦ) пролиферација.  ВСМЦ такође може да акумулира естре холестерола.
У хроничној хиперлипидемији, липопротеини се агрегирају унутар интиме крвних судова и оксидују дејством слободних радикала кисеоника које стварају или макрофаги или ендотелне ћелије. Макрофаги гутају оксидоване липопротеине ниске густине (ЛДЛ) ендоцитозом преко рецептора за чишћење, који се разликују од ЛДЛ рецептора. Оксидовани ЛДЛ се акумулира у макрофагима и другим фагоцитима, који су тада познати као пенасте ћелије.  Пенасте ћелије формирају масне траке плакова атерома у туници интими артерија.
Пенасте ћелије саме по себи нису опасне, али могу постати проблем када се акумулирају у одређеним жариштима стварајући тако некротични центар атеросклерозе. Ако фиброзни чеп који спречава изливање некротичног центра у лумен суда пукне, може доћи до стварања тромба који може довести до зачепљења мањих судова емболије. Оклузија малих судова доводи до исхемије и доприноси можданом удару и инфаркту миокарда, два од водећих узрока смрти узроковане кардиоваскуларним болестима.
Пенасте ћелије су веома мале величине и могу се заиста открити само испитивањем масног плака под микроскопом након што се уклони из тела, тачније из срца. Детекција обично укључује бојење делова аортног синуса или артерије са Оил Ред О (ОРО), праћено компјутерским снимањем и анализом; или применом  Нилског црвеног бојења. Поред тога, флуоресцентна микроскопија или проточна цитометрија се могу користити за откривање уноса ОкЛДЛ када је ОкЛДЛ обележен 1,1′-диоктадецил-3,3,3′3′-тетра-метилиндоцијанид перхолоратом (ДиИ-ОкЛДЛ).
Аутоимуност се јавља када тело почне да напада само себе. Веза између атеросклерозе и аутоимуности су плазмацитоидне дендритске ћелије (пДЦ), које  доприносе раним фазама формирања атеросклеротских лезија у крвним судовима ослобађањем великих количина интерферона типа 1 (ИНФ). Стимулација пДЦ-а доводи до повећања макрофага присутних у плаковима. Међутим, током каснијих фаза прогресије лезије, показало се да пДЦ имају заштитни ефекат активацијом Т ћелија и Трег функције; што доводи до супресије болести.

## Деградација
Деградацију пенастих ћелија или тачније разградњу естерификованог холестерола, олакшавају бројни рецептори и путеви ефлукса. Естерификовани холестерол из цитоплазматских течних капљица се поново хидролизује у слободни холестерол помоћу киселе холестерол естеразе. Слободни холестерол се затим може излучити из макрофага ефлуксом у АпоА1 и АпоЕ дискове преко АБЦА1 рецептора. Овај пут обично користе модификовани или патолошки липопротеини као што су АцЛДЛ, ОкЛДЛ и βВЛДЛ. Пенасте ћелија се такође могу транспортовати у одељак за рециклажу кроз ефлукс до АпоА1 који садржи ХДЛ (липопротеине високе густине) путем водене дифузије или транспорта кроз СР-Б1 или АБЦГ1 рецепторе. Док овај пут могу да користе и модификовани липопротеини, холестерол добијен из ЛДЛ-а може користити само овај пут за излучивање пенастих ћелија. Разлике у путевима излучивања између типова липопротеина углавном су резултат раздвајања холестерола у различите области.

## Заразне болести
Пенасти макрофаги се такође налазе у болестима узрокованим патогенима који перзистирају у телу, као што су кламидија, токсоплазма или микобактеријум туберкулозе. Код туберкулозе, бактеријски липиди онемогућавају макрофаге да испумпају вишак ЛДЛ-а, узрокујући да се претворе у пенасте ћелије око гранулома туберкулозе у плућима. Холестерол је богат извор хране за бактерије. Како макрофаги умиру, маса холестерола у центру гранулома постаје сираста супстанца која се зове казеум.

## Друга стања
Пенасте ћелије могу да се формирају око силикона који је исцурео из грудних имплантата.  Алвеоларни макрофаги оптерећени липидима, такође познати као плућне пенасте ћелије, виде се у узорцима бронхоалвеоларног испирања код неких респираторних болести.